# Ковалёв, Андрей Алексеевич
Андрей Алексеевич Ковалёв (16 апреля 1958, Черкизово, Московская область — 12 сентября 2024) — российский арт-критик, историк искусства. Кандидат искусствоведения (1990).

## Биография
Родился 16 апреля 1958 года в посёлке Черкизово Московской области. С 1979 по 1981 год учился в Московском физико-техническом институте. Закончил отделение истории и теории искусства исторического факультета МГУ. В 1990 году получил учёную степень кандидата искусствоведения, защитив диссертацию на тему «От истории искусства к современности: советское искусствознание и критика 1920-х годов в системе художественного сознания».
С 1987 по 1992 год работал младшим научным сотрудником и научным сотрудником в Институте искусствознания. С 2004 года работал на факультете искусств МГУ им. М. В. Ломоносова, где был доцентом кафедры семиотики и общей теории искусства.
Как автор сотрудничал с огромным количеством изданий: «Художественный журнал», «Пинакотека», «Место печати», «Огонёк», «Радек», «Московские новости», «Независимая газета», газета «Сегодня» «Art news», «Артхроника», «WAM», «Штаб-квартира», «Ведомости», «Известия», «Иностранец» и т. д. C 2001 по 2005 год был московским корреспондентом журнала «Flash Art». В 2008 году стал победителем конкурса «Инновация» в номинации «Теория, критика, искусствознание».
Умер 12 сентября 2024 года в возрасте 66 лет. Прощание и похороны состоялись на Николо-Архангельском кладбище.

### Семья
- Брат — Виктор Алексеевич Ковалёв (1962—1993), погиб в ходе событий сентября — октября 1993 года в Москве[7]
- Сын — журналист Алексей Ковалёв (род. 1981)

## Книги
- Ковалёв А. Книга перемен: Материалы к истории русского искусства. Том 1. — Б. м.: Ridero, 2016. — 502 с. — ISBN 978-5-4483-4752-8.[8]
- Ковалёв А. Российский акционизм 1990—2000. «World Art Музей» № 28/29. — М.: Книги WAM, 2007. — 416 с.
- Ковалёв А. Именной указатель. — М.: НЛО, 2005. — 400 с. — ISBN 5-86793-356-3.
- Ковалёв А. Критические дни. 68 введений в современное искусство. — М.: Три квадрата, 2002. — 335 с. — ISBN 978-5-94607-007-2.
- A. Kovalev. Between the utopias. Craftsman House Roseville East, NSW, 1995. — ISBN 9789766410506.
- Ковалёв А. А., Курляндцева Е. Г. Визит в мастерскую художника. — М.: Знание, 1990. — 55 с. — ISBN 507000588X.